# إيرل إل. رينولدز
إيرل إل. رينولدز (بالإنجليزية: Earle L. Reynolds) هو ناشط سلام أمريكي، ولد في 18 أكتوبر 1910، وتوفي في 11 يناير 1998.